# Стара Оточня
Стара Оточня (пол. Stara Otocznia) — село в Польщі, у гміні Вішнево Млавського повіту Мазовецького воєводства.
Населення — 235 осіб (2011).
У 1975-1998 роках село належало до Цехановського воєводства.

## Демографія
Демографічна структура станом на 31 березня 2011 року:
|          | Загалом | Допрацездатний вік | Працездатний вік | Постпрацездатний вік |
| -------- | ------- | ------------------ | ---------------- | -------------------- |
| Чоловіки | 115     | 31                 | 74               | 10                   |
| Жінки    | 120     | 25                 | 70               | 25                   |
| Разом    | 235     | 56                 | 144              | 35                   |